# Carmine Somma
Carmine Somma (6 de junio de 1967) es un deportista italiano que compitió en remo. Ganó dos medallas de bronce en el Campeonato Mundial de Remo, en los años 1994 y 1995.

## Palmarés internacional
| Campeonato Mundial | Campeonato Mundial            | Campeonato Mundial | Campeonato Mundial      |
| Año                | Lugar                         | Medalla            | Prueba                  |
| ------------------ | ----------------------------- | ------------------ | ----------------------- |
| 1994               | Indianápolis (Estados Unidos) | Medalla de bronce  | Ocho con timonel ligero |
| 1995               | Tampere (Finlandia)           | Medalla de bronce  | Ocho con timonel ligero |